# Seaca (Teleorman)
Seaca is een Roemeense gemeente in het district Teleorman.
Seaca telt 2700 inwoners.